# بخش‌های دپارتمان لوزر
بخش‌های دپارتمان لوزر (انگلیسی: Arrondissements of the Lozère department) شامل ۲ بخش به شرح زیر است:
1. بخش فلورک با ۳۸ کمون (فرانسه) و جمعیت ۱۳ هزار نفر در سال ۲۰۱۳ می‌باشد.
2. بخش ماند با ۱۲۰ کمون (فرانسه) و جمعیت ۶۳ هزار نفر در سال ۲۰۱۳ می‌باشد.